# Liste des édifices religieux du Mans

## Églises catholiques
- Cathédrale Saint-Julien, place Saint-Michel ;
- Abbatiale Notre-Dame de la Couture, place Aristide-Briand ;
- Abbaye Saint-Vincent, rue Abbaye Saint-Vincent ;
- Collégiale Saint-Pierre-la-Cour, place Saint-Pierre ;
- Église du Christ-Sauveur, rue Bigarreaux ;
- Église Notre-Dame du Pré, place du Pré ;
- Église Notre-Dame-de-Sainte-Croix, rue Notre-Dame ;
- Église Saint-Aldric, rue d'Isaac ;
- Église Saint-Benoît, rue Saint-Benoît ;
- Église Saint-Bernard, boulevard Winston-Churchill ;
- Église Saint-Bertrand, rue Bobillot ;
- Église Saint-Georges du Plain, rue de Sablé ;
- Église Saint-Lazare, rue de l'Église-Saint-Lazare ;
- Église Saint-Liboire, avenue Rhin-et-Danube ;
- Église Saint-Martin, boulevard Winston-Churchill ;
- Église Saint-Paul rue de Rotterdam ;
- Église Saint-Pavin-des-Champs, rue du Pavé ;
- Église de la Sainte-Famille, rue Boitout ;
- Église Sainte-Jeanne-d'Arc, avenue Jean-Jaurès ;
- Église Sainte-Thérèse-de-l'Enfant-Jésus, boulevard de la Fresnellerie.

## Chapelles catholiques
- Chapelle ancien asile d'aliénés, rue Étoc-Demazy ;
- Chapelle de la communauté marianite, rue de la Solitude ;
- Chapelle de l'Oratoire, rue Montesquieu (lycée Montesquieu) ;
- Chapelle du Sacré-Cœur, rue de Baugé, de l'ancien orphelinat Saint-Pavin (siège social de la Sauvegarde Mayenne-Sarthe) ;
- Chapelle Saint-Blaise, rue de la Vallée-Saint-Blaise ;
- Chapelle Saint-Christophe, (circuit Bugatti) ;
- Chapelle Saint-François-de-Sales, rue Albert-Maignan ;
- Chapelle Saint-Joseph, avenue du Général Leclerc ;
- Chapelle Saint-Joseph, place Gustave-Langevin de la congrégation des Sœurs de l'Enfant-Jésus ;
- Chapelle Saint-Liboire de l'hôpital, avenue Rubillard ;
- Chapelle Saint-Louis, rue Auvray (collège Saint-Louis) ;
- Chapelle des Sœurs-de-la-Miséricorde, rue de la Paille ;
- Chapelle Notre-Dame du lycée Notre-Dame, allée des Coutures ;
- Chapelle Notre-Dame de la Charité dit Bon Pasteur, rue de la Blanchisserie ;
- Chapelle Notre-Dame du couvent de la Visitation-Sainte-Marie, rue Maignan ;
- Chapelle de la Visitation, anciennement chapelle de la Visitation-Sainte-Marie, place de la République ;
- Chapelle dite chapelle du Tertre Saint-Laurent, rue Banjan (collège Psallette-Saint-Vincent) ;
- Chapelle, rue Général-Négrier (dépôt archéologique) ;
- Chapelle, rue Prémartine ;
- Chapelle de la résidence Damien, cours Saint-Damien ;
- Chapelle du couvent des Ursulines du Mans.

## Édifices protestants-évangéliques
- Temple protestant du Mans, (Église protestante unie de France), rue Barbier ;
- Église protestante baptiste, avenue de la Libération ;
- Église du CEP protestant, rue de Laigné ;
- Église évangélique, avenue du Docteur-Jean-Mac ;
- Église adventiste, rue Cauvin ;
- Église évangélique, rue Scarron ;
- Église Protestante Évangélique, rue Xavier Bichat.
- Mission Évangelique Foi Et Victoire, rue Constantine.
- Centre évangélique International Eben-Ezer, rue des Fontenelles.
- Église La Foi Triomphante, rue d'Alembert.
- Centre Évangélique Souffle de Vie, rue Roberval.
- Église Panorama Assemblée de Dieu, rue Alain Gerbault.
- Centre d'Accueil Universel, boulevard Robert Jarry.

## Églises millénaristes
- Salle du royaume des témoins de Jehovah, rue des Fontenelles Sargé-lès-le-Mans ;
- Église de Jésus-Christ des saints des derniers jours, rue d'Isaac.

## Islam
- Mosquée Salmane Al-Farissi, quartier des Glonnières, allée Goya.
- Mosquée As-Sounnah, quartier des Sablons, rue de la Bertinière.
- Mosquée turque DITIB, rue du Docteur-Calmette.
- Mosquée d'Allonnes, rue Charles-Gounod, Allonnes.

## Israélite
- Synagogue, boulevard Paixhans.